# جان چارلتون
جان چارلتون (انگلیسی: John Charlton; ۲۳ مارس ۱۹۰۸ – ۱ ژانویهٔ ۱۹۶۹) بازیکن فوتبال اهل بریتانیا بود.
از باشگاه‌هایی که در آن بازی کرده‌است می‌توان به باشگاه فوتبال لیورپول اشاره کرد.